# Carl Tewaag
Carl Friedrich August Tewaag (* 18. Juni 1844 in Mengede (Westfalen); † 6. September 1928 in Dortmund) war ein deutscher Jurist, Unternehmer und Kommunalpolitiker in Dortmund.

## Leben und Wirken
Tewaag studierte Rechtswissenschaft an der Rheinischen Friedrich-Wilhelms-Universität Bonn und der Friedrich-Wilhelms-Universität Berlin. 1864 wurde er Mitglied, später Ehrenmitglied des Corps Guestphalia Bonn. Im selben Jahr wurde er noch bei Vandalia Berlin aktiv.
Zunächst als Staatsanwalt am Kreisgericht Dortmund tätig, wurde er im Zuge der Reform des deutschen Gerichtswesens 1879 als Staatsanwalt an das neue Landgericht Dortmund übernommen. Zwei Jahre später schied er aus dem Justizdienst aus. Er ließ sich als Rechtsanwalt nieder und engagierte sich ehrenamtlich für die  Stadt: von 1884 bis 1897 als Stadtverordneter, von 1900 bis 1905 als stellvertretender Vorsitzender des Stadtverordneten-Kollegiums und von 1905 bis 1915 als dessen Erster Vorsitzender. Er war 1906 bis 1919 für den Wahlkreis Dortmund-Stadt Mitglied im Provinziallandtag der Provinz Westfalen. 1923 übernahm er die von seinem Vater 1871 gegründete Dortmunder Union-Brauerei, die zwischenzeitlich größte Brauerei Deutschlands.
Beerdigt wurde Tewaag auf dem Ostenfriedhof Dortmund.

## Ehrungen
- Ehrenmitglied des Corps Guestphalia Bonn
- 1914: Ehrenbürgerwürde der Stadt Dortmund
- vor 1919: Ehrentitel Geheimer Justizrat